# Eparchia di Belëv

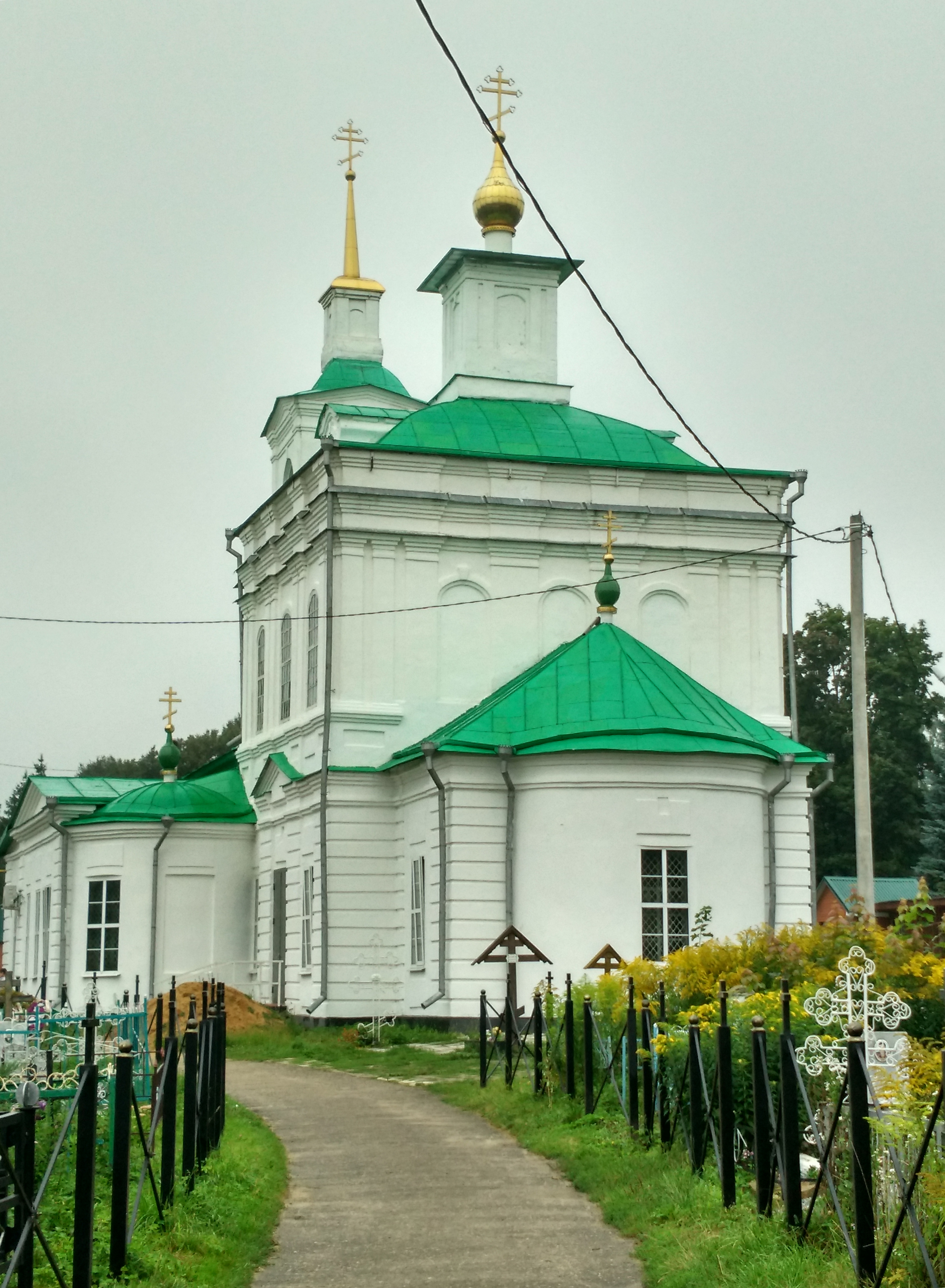
La cattedrale della Santissima Trinità di Belëv.

L'eparchia di Belëv (in russo Белёвская епархия?) è una diocesi della Chiesa ortodossa russa, appartenente alla metropolia di Tula.

## Territorio
L'eparchia comprende i rajon Aleksinskij, Arsen'evskij, Belëvskij, Dubenskij, Zaokskij, Kamenskij, Odoevskij, Plavskij, Suvorovskij, Tëplo-Ogarevskij, Černskij, Ščëkinskij e Jasnogorskij nell'oblast' di Tula.
Sede eparchiale è la città di Belëv, dove si trova la cattedrale della Santissima Trinità.
L'eparca ha il titolo ufficiale di «metropolita di Belëv e Aleksin».

## Storia
L'eparchia è stata eretta dal Santo Sinodo della Chiesa ortodossa russa il 27 dicembre 2011 ricavandone il territorio dall'eparchia di Tula e contestualmente è entrata a far parte della metropolia di Tula.